# Melinci
Melinci so naselje v Občini Beltinci.
V naselju je približno 200 hiš. V Melincih je majhna kapelica, ki je posvečena Mariji Snežni. V kapelici imajo tudi skozi leto maše (ob večjih praznikih ali "proščenju", ki je na prvo nedeljo v prvem tednu avgusta) Šolarji morajo hoditi v OŠ Beltinci, le učenci mlajših razredov hodijo v šolo na Melincih.

## Izvor krajevnega imena
Sodeč po starih zapiskih, se je prvotno krajevno ime glasilo glasilo Hmeljnica in je izpeljano iz rastline hmelj, ter šele drugotno prilagojeno okoliškim krajevnim imenom na -inci iz osebnega imena.  V starih listinah se kraj omenja leta 1322 kot Hmelnice, Hmeliniche, 1379 Hmelinica; od tod morda tudi priimek Melinc.
V prvem pisnem dokumentu se vas imenuje Hmelnice(1322), nato Hmeliniche(1322/1335), pozneje Hmelinica(1379), Nova vas (1381), Villa Wufalu(1289), Melinche(1481) in po letu 1898 Muramelence.

## Ciglarski dnevi
Turistično društvo Brod Melinci, ki deluje v vasi vsako leto prireja Ciglarske dneve. V teh dneh (prvi vikend v juliju) prikažejo izdelovanje opeke na starodaven način, katero je bil najbolj razširjeno prav ob reki Muri,zraven pa vam ponudijo murske ribe in popečen kruh.
Iz blata, ki ga pridobijo na poljih, zmesijo dovolj kompaktno zmes,s pomočjo modelov oblikujejo cigel (opeko), ter ga nato zložijo v oslico ter zakurijo. S tem se opeka suši. Posušeno opeko porabijo za gradnjo objektov.